# Pentscho Kubadinski

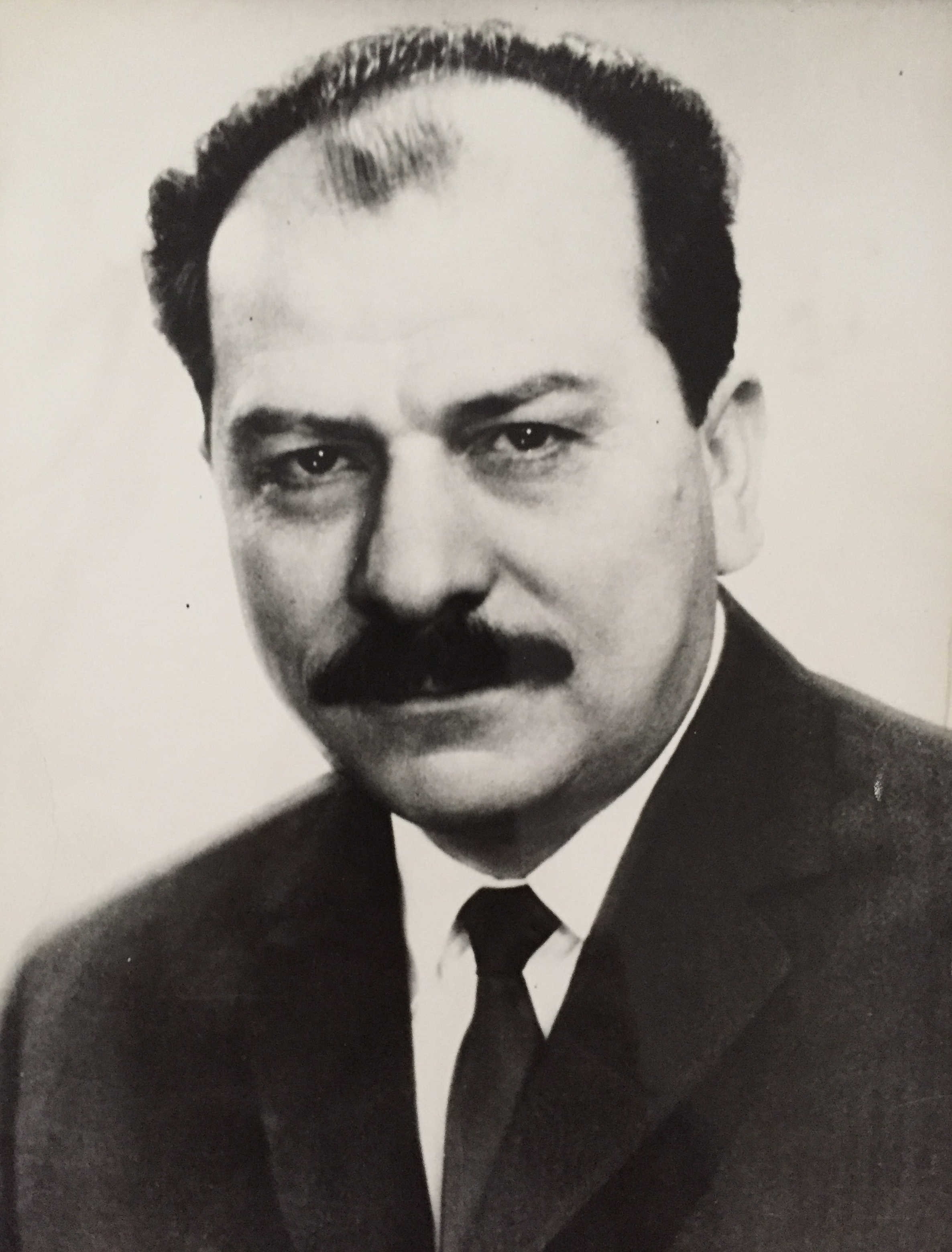
Pentscho Kubadinski

Pentscho Penew Kubadinski (bulgarisch Пенчо Пенев Кубадински; * 27. Juli 1918 in Losniza; † 22. Mai 1995 in Plowdiw) war ein bulgarischer Politiker.

## Leben
Er trat 1940 der Bulgarischen Kommunistischen Partei bei. Während des Zweiten Weltkriegs war er Führer einer Partisanenabteilung. Ab 1957 gehörte er dem Zentralkomitee, ab 1966 dem Politbüro seiner Partei an. Von 1958 bis 1962 hatte er die Funktion des Sekretärs des Zentralkomitees inne. 1962 wurde er Minister für Transportwesen, 1966 dann Minister für Bauwesen und Architektur. In seiner Zeit als Minister von 1962 bis 1974 war er auch stellvertretender Vorsitzender des Ministerrats. Ab 1974 war er Vorsitzender des Nationalrates der Vaterländischen Front.
Er wurde mit dem Orden Georgi Dimitrow und als Held der Sozialistischen Arbeit ausgezeichnet.